# Villa di Lemie
Villa (La Vila in piemontese e in francoprovenzale) si trova nelle Valli di Lanzo ed è una frazione del comune di Lemie.

## Geografia fisica
Sita sulla destra idrografica del fiume Stura di Viù, si colloca fra gli abitati di Forno (caratteristico il ponte in pietra ad arco risalente al 1477 su cui transitava la mulattiera proveniente da Viù) ed il suo capoluogo.

## Storia
In epoca romana la zona era popolata dalla tribù celto-ligure dei Graioceli, sottomessa probabilmente al Re Cozio che a lungo si contrappose all'esercito di Roma, il quale pose un suo avamposto nei pressi di Lemie (Limina= Limite, confine). Sotto la protezione del Vescovo di Torino intorno all'anno mille, passò in feudo ai Visconti di Baratonia, come anche altri paesi della valle. Successivamente si alternarono nella giurisdizione feudale i Giusti di Susa, i Provana di Leinì ed altre famiglie feudali, tra cui gli Arcour, che nel secolo XV ottennero la concessione delle miniere di Lemie ed Usseglio.
L'antico abitato è stato completamente distrutto durante un'alluvione nel quattrocento ed è stato ricostruito più a monte dove anticamente esistevano stalle e porcilaie (per questo motivo anticamente il paese fu denominato Purcilli o anche Porcili; più incerta l'origine della denominazione dei suoi abitanti detti "i Mognu"). 
Composta da diversi rioni (Piassa, Cumba, Creusa, Gaffinera, Bernardera, Rucianera, nomi che nel dialetto locale identificano le caratteristiche del rione stesso),  nei primi decenni dell'Ottocento contava più abitanti di Lemie ed era abitata soprattutto nel periodo invernale, mentre si spopolava durante il periodo della transumanza in quanto i pastori si trasferivano con le loro mandrie negli alpeggi limitrofi in particolare nella Valle denominata Vallorsera, che deve il suo nome (Vallis Ursae) alla presenza in tempi antichi dell'orso:
in tale vallata è stato cacciato l'ultimo plantigrado delle Valli di Lanzo.
Il 21 ottobre del 1940, grazie al un regio decreto numero 1695, il nome è stato cambiato in Villa.
Appartiene alle vallate in cui ancora si parla il Franco-provenzale.